# Chýnov (nádraží)
Chýnov je železniční stanice ve městě Chýnov v okrese Tábor. Stanice byla otevřena v roce 1888 a leží na trati Tábor – Horní Cerekev.

## Provozní informace
Stanice má dvě úrovňová jednostranná nástupiště o délkách 80 a 52 metrů. V zastávce není možnost zakoupení si jízdenky a trať procházející zastávkou není elektrizovaná. Provozuje ji Správa železnic.

## Osobní doprava
Pravidelně zde zastavují pouze osobní vlaky, které jezdí trasu Tábor – Horní Cerekev – Jihlava (– Dobronín).[ve zdroji nenalezeno]